# ワイドABCDE〜す
『ワイドABCDE〜す』（わいどエービーシーでーす）は、1994年4月4日から2004年3月26日（夏季高校野球期間中は休止、ただし1999年10月1日までは18時台のニュースのみ放送）に生放送された朝日放送テレビ（ABCテレビ）の夕方ワイド番組である。

## 番組概要
- 同じ平日夕方の大型ローカルワイド番組として、先にスタートしていた札幌テレビ放送の『どさんこワイド212』（1991年開始）、広島テレビ放送の『柏村武昭のテレビ宣言』（1993年開始）が共に大きく成功を収めていたことも刺激になってスタートした番組である[2]。
- スタート当初は、月曜日から木曜日までの16:00 - 18:54（JST、以下同）の3時間の生放送だった。
- 15:59からのフライングスタート期を経て、15:55スタートに。金曜日は、アニメ放送などの影響で1997年4月4日から17:00 - 18:54の枠でスタートし、1998年4月6日から他曜日と同じ形になった。

## 番組の変遷

### 2000年12月まで
- 本番組はスタート2か月前の1994年2月に制作開始のゴーサインが出された。この時最初は10月スタートを目標に提案されたものだったが、他局でもローカルワイドスタートの気運が出ているのを感じ取った上層部が「10月では遅い」として、他局に先行するとして4月スタートとするとしたことで、準備期間わずか2か月の“突貫工事”となった[2]。本番組のスタートに際し、この年の3月1日に社会情報室が新設された[2]。
- 1994年の開始当初は、大阪駅にあるアクティ大阪内のサテライトスタジオ「ABCエキスタ」（1997年に廃止）からの公開生放送を行っていた。最初はバラエティ要素も持ち合わせた番組であり[2]、スタート当初の視聴率は2％ほどだった[2]。
- 同年9月29日から主婦層を中心にした生活情報番組に形態を絞った[2]。視聴率は同年10月末頃には5〜6％、12月には7％を超えるまでに上昇した[2]。また1995年1月17日に阪神・淡路大震災が発生してからは、震災関連情報に時間を割くようになる。
- 1995年9月28日までは吉本興業の若手お笑い芸人によるユニット吉本印天然素材による若者向けのコーナーを放送した。これは直接の前番組であるトミーズ司会のバラエティ番組『うぉんてっど!』を引き継ぐ意味合いがあって、最初1994年4月からは天然素材の進行で10代の若い視聴者をターゲットにした番組を平日午後4時からスタートさせる予定で準備が進められていた[2]。そのため、これは出演者の確保を望んだ吉本興業に配慮した格好だった。駅前中継におかけんた・ゆうたと亀山房代が起用されたが、共に吉本興業所属。
- なお、金曜日は本番組の開始以前、16時からの2時間はドラマ『部長刑事』の影響に伴うアニメ・特撮番組（ガンダムシリーズと勇者シリーズ）、戦隊シリーズを遅れネットで放送していたが、1996年12月末にガンダムシリーズ枠が廃枠、1997年4月6日に戦隊シリーズが枠移動し、17時台の枠が確保できたため同時期から2時間枠で金曜版が開始された。さらに1998年に勇者シリーズの後継のアニメ枠が枠移動したことにより、他曜日と同様の編成となった。
- 番組の構成は、16時台と17時台にそれぞれ特集を組んで暮らしに役立つ知恵・買い物・タウン情報を紹介。毎時間のニュース（ABCアナウンサーの堀江政生など）・17時台の天気、これに前後する形で神田川俊郎や程一彦らの料理コーナー、中継（初代リポーターは三代澤康司）、大阪駅前からイベント・トレンド情報「駅前情報局」（亀山房代など）を放送。
- また、随時FAXで寄せられたメッセージ紹介（山下真妃など）、ハガキ応募・電話参加の視聴者ゲーム「めざせ10万円 キャッシュかティッシュ」などが放送された。札幌テレビ『どさんこワイド』に代表される、夕方ワイド番組のパイオニア的存在となる。
- このスタイルの番組としては、関西地方で一番手であった。エンディングでは1ヶ月または2ヶ月ごとにテーマ曲を変更し、Kiroroの「長い間」や19の「あの紙ヒコーキ くもり空わって」などをブレイク前に採用していた。
- また当初は『ステーションEYE ANN』→『ANNスーパーJチャンネル』といったテレビ朝日発全国ニュースと関西ローカルニュースを番組内に内包していた。
- ローカルニュースについては当初、エキスタとは別に本社のスタジオから堀江らニュースキャスターと天気担当キャスターが出演していた（CM前のジングルや天気コーナーのBGMは『ABC News Report』と同じ物を使用）。1999年10月4日以降は『ワイド630』というタイトルがつけられたが、1年後の2000年10月2日からニュース枠は切り離し、ローカルニュース枠を『ABC NEWSゆう』として独立させたが、スタジオは共通のものを使用していた。
- エキスタ時代は一旦18時前に放送が終わり、『ステーションEYE』と本社スタジオからのニュースパートを挟んで、19時前に再び大阪駅前に待機する三代澤と浜村らにカメラが戻りエンディングを放送していた。そのため三代澤はニュースコーナーに出演しなかったが、エキスタ廃止後は浜村らは18時前で出演を終え、三代澤もローカルニュースを担当してするようになった。
- さらに、2000年12月23日までは、土曜日の朝の時間帯に1週間分のダイジェスト版としてタージン司会の『週刊!!ワイドABCDE〜す』も放送されていた。

#### レギュラー出演者
- 司会 三代澤康司（当時ABCアナウンサー）
  - 初期の1年半は林伸一郎（元ABCアナウンサー）、生田せつこ
- 月曜 浜村淳、海原しおり
- 火曜 立原啓裕、木田美千代、加藤みどり（木田と加藤は、隔週交代）
- 水曜 浜村淳、海原さおり
- 木曜 原田伸郎、ハイヒールリンゴ→亀山房代に交代
- 金曜 浜村淳、亀山房代→桜井一枝に交代 ほか

浜村の代理として、立原啓裕・原田伸郎・山田雅人のうち1人が出演することもあった。

### 2001年1月のリニューアル
- 2001年1月4日に番組ロゴなども含めて大幅なリニューアルが行われた。三代澤以外の出演者をほぼ入れ替え、サブ司会にABCアナウンサーの橋詰優子を据え、舛添要一（月）、デーブ・スペクター（火）、そしてテレビ初出演だった橋下徹（火）など、コメンテーターを東京からも呼び入れた。
- 番組冒頭で『とくダネ!』（フジテレビ系）のようにニュース性の高い話題を取り入れた。また、17時頃には夕刊紙記事紹介のコーナーを、17時台後半にはローカル番組としては当時異例だった芸能コーナーを新設した。
- このリニューアルによって料理コーナー・駅前情報局・めざせ10万円キャッシュかティッシュといった人気コーナーが全て撤廃。さらに裏番組として開始した『ちちんぷいぷい』の猛撃もあって視聴率が下落。舛添の政界進出による降板が示すように、コメンテーター陣もスケジュールの都合で欠席したり、隔週や不定期の出演・さらには短期間で降板・加入を繰り返すなど、毎日・毎週のようにスタジオに来るコメンテーターの顔ぶれが変わる有様であった（ほぼ顔ぶれが変わらなかったのは、当時火曜レギュラーの橋下とデーブ・スペクターであった）。
- さらに長年番組を支えてきた浜村淳・原田伸郎・亀山房代もこのリニューアルからほどなく番組を降板している。

### 2003年4月「みよ缶」に
- 2003年からマイナーチェンジして「ワイドABCでーす みよ缶」（パーソナリティーである三代澤の苗字に由来）として、女性出演者を多く起用した。
- 番組が10周年となるのをきっかけに2004年3月で終了し、新番組「わいど!ABC」に移行した。

## 高校野球期間中の対応
- 全国高校野球選手権大会中継放送期間は基本的に18時台ローカルニュース枠以外は休止となるため、1997年3月28日以前については代替のローカルニュースとして「ABC News Report」（当時は金曜日のみ存続）を月-金曜にわたって放送した。
- 1997年4月以降は「ワイドABCDE〜す」を（ローカルニュース部分のみの）30分番組として放送する形を取った（2000年度は「ワイド630」を独立番組として放送する扱いとなった。）